# Tipula lacunosa
Tipula lacunosa är en tvåvingeart som beskrevs av Alexander 1941. Tipula lacunosa ingår i släktet Tipula och familjen storharkrankar. Inga underarter finns listade i Catalogue of Life.